# Campeonato Panamericano de Béisbol Sub-14 de 2000
El Campeonato Panamericano de Béisbol Sub-14 de 2000 con categoría Juvenil A, se disputó en Veracruz, México del 18 al 27 de agosto de 2000. El oro se lo llevó Venezuela por primera vez.

## Equipos participantes
- Brasil
- Estados Unidos
- Honduras
- México
- Perú
- Puerto Rico
- Venezuela

## Resultados
| Posición | Selección      |
| -------- | -------------- |
|          | Venezuela      |
|          | México         |
|          | Estados Unidos |
| 4°       | Brasil         |
| 5°       | Perú           |
| 6°       | Honduras       |
| 7°       | Puerto Rico    |